# Kadyki (Bartoszyce)
Kadyki (deutsch Arthurswalde) war ein Ort in der polnischen Woiwodschaft Ermland-Masuren. Die Ortsstelle gehört zur Gmina Bartoszyce (Landgemeinde Bartenstein) im Powiat Bartoszycki (Kreis Bartenstein (Ostpr.)).
Die Ortsstelle von Kadyki liegt in der nördlichen Mitte der Woiwodschaft Ermland-Masuren, 33 Kilometer südlich der einstigen und heute auf russischem Staatsgebiet gelegenen Kreisstadt Friedland (russisch Prawdinsk}) bzw. zehn Kilometer südöstlich der heutigen Kreismetropole Bartoszyce (deutsch Bartenstein).
Das einstige Arthurswalde wurde nach 1820 gegründet und war ein Gutshof zum Gutsbezirk Gallingen  (polnisch Galiny) im ostpreußischen Kreis Friedland (1927 bis 1945 „Kreis Bartenstein“).
Mit der Abtretung des gesamten südlichen Ostpreußen in Kriegsfolge 1945 an Polen erhielt Arthurswalde die polnische Namensform „Kadyki“. Der Ort existierte noch bis 2011, als er nicht mehr bewohnt war und sein Name offiziell „gelöscht“ wurde. Zuletzt war er mit dem Nachbarort Ciemna Wola (Dietrichswalde) verbunden und gehörte zur  Landgemeinde Bartoszyce (Bartenstein) im Powiat Bartoszycki   (Kreis Bartenstein (Ostpr.)).
Kirchlich war Arthurswalde bis 1945 in die evangelische Kirche Gallingen, außerdem in die römisch-katholische Kirche St. Bruno in Bartenstein eingepfarrt, nach 1945 gehörte Kadyki katholischerseits zur Kirche Mariä Himmelfahrt in Galiny bzw. evangelischerseits zur Pfarrei in Kętrzyn (Rastenburg).
Die heute nicht mehr erkennbare Ortsstelle Kadykis liegt südöstlich des Nachbarorts Ciemna Wola (Dietrichswalde) und ist über Landwege zu erreichen.